# HSC Hannover
Der Hannoversche Sport-Club von 1893 e. V., allgemein bekannt als HSC Hannover beim Fußball bzw. Hannoverscher SC beim Handball, ist ein Sportverein aus dem Hannoverschen Stadtteil List. Die erste Fußballmannschaft der Männer spielt seit dem Aufstieg im Jahre 2025 in der viertklassigen Regionalliga Nord, während die erste Frauenfußballmannschaft in der viertklassigen Oberliga Niedersachsen-Ost antritt. Die Handballerinnen stiegen 2019 in die 3. Liga auf. Der Stammverein Fußsport-Verein 1897 wurde 1909 Deutscher Meister im Rugby.

## Geschichte
Am 1. September 1897 gründeten Schüler den Fußsport-Verein 1897, der ein reiner Rugbyverein war. Diesem Verein schlossen sich im Jahre 1910 der Verein Herta 1910 Hannover und 1913 der SuS 1911 Hannover an. Im Jahre 1918 fusionierte der Fußsport-Verein mit dem VfR Hannover zum Hannoverschen SC 02. Der VfR Hannover entstand durch die Fusion der Vereine Hannoverscher SC und Germania Hannover. 1927 schloss sich der Hockeyverein Hockeyklub Elite Hannover dem HSC an, ehe es ein Jahr später zur Fusion mit dem Fußballverein Sport Rot-Weiß 1899 Hannover zur Spielvereinigung Hannover 1897 kam. Der FV Sport Rot-Weiß entstand im Jahre 1924 durch die Fusion des FV Sport Hannover und dem SV Rot-Weiß Hannover.
Am 15. Januar 1946 schlossen sich die Spielvereinigung und die Mitglieder des im Jahre 1933 aufgelösten Arbeitervereins Freie Turnerschaft 1893 List zum HSC Hannover zusammen. Das Vereinsgelände befindet sich im Stadtteil List südlich des Mittellandkanals. In der Nachkriegszeit entstand 1947 ein Clubhaus als Anbau an ein bestehendes Fachwerkhaus. Das heutige Clubheim wurde 1963 eingeweiht und wurde 1968 erweitert. Neben Fußball und Handball bietet der Verein noch Boule/Pétanque, Fitness & Gesundheit, Koronarsport, Tischtennis, Tennis, Schwimmen, Segeln und Volleyball an.

## Männerfußball

### Die Vorgängervereine
Nach dem Ende des Ersten Weltkriegs erreichte der Hannoversche SC 02 mit der Südkreisliga die höchste Spielklasse. Bereits 1924 und 1925 wurde man Staffelvizemeister hinter dem SV Arminia Hannover bzw. Eintracht Braunschweig. 1926 wurde der HSC 02 dann Staffelsieger, verlor allerdings das Endspiel um die Südkreismeisterschaft gegen Arminia Hannover mit 1:2. Als Vizemeister musste der HSC ein Qualifikationsspiel zur norddeutschen Endrunde austragen, welches mit 6:2 gegen den Bremer SV gewonnen wurde. In der Endrunde um die norddeutsche Meisterschaft konnten die Hannoveraner nach einer 1:2-Auftaktniederlage gegen den Hamburger SV mit 2:1 gegen Altona 93 gewinnen und wurde von der Sportpresse zum „Geheimfavoriten“ erkoren. Nach zwei weiteren Niederlagen gegen Arminia Hannover und Holstein Kiel wurden die 02er Vierter. 1928 erreichte der HSC 02 erneut die Endspiele um die Bezirksmeisterschaft, scheiterten dort aber an Hannover 96. Darüber hinaus erreichte die Mannschaft zwischen 1924 und 1926 dreimal in Folge das Endspiel um den Bezirkspokal.
Der FV Sport Hannover gehörte 1919 ebenfalls zu den Gründungsmitgliedern der Südkreisliga, spielte aber meist gegen den Abstieg. Nach der Fusion mit dem SV Rot-Weiß, der es nicht in die höchste Spielklasse schaffte, konnte sich die Mannschaft im Mittelfeld der Liga etablieren. In den Jahren 1926 und 1927 erreichte der FV Sport jeweils den vierten Rang. Gleich in der ersten Saison 1928/29 unter dem neuen Namen Spielvereinigung 1897 erreichte man die Norddeutsche Meisterschaft. Nach einem knappen 3:2-Sieg beim Eimsbütteler SV musste man im Viertelfinale eine 0:8-Niederlage gegen Holstein Kiel hinnehmen. Laut der Zeitschrift Fußball haben die Kieler einen Gegner erhalten, den sie „im Handgalopp aus dem Rennen warfen“. Ein Jahr später schied die Spielvereinigung mit dem gleichen Ergebnis gegen die Kieler aus. Bereits im Jahre 1932 stieg die Spielvereinigung aus der Oberliga Südhannover-Braunschweig ab.
Zwei Jahre später gelang gemeinsam mit Borussia Harburg der Aufstieg in die 1933 eingeführte Gauliga Niedersachsen. Schon nach einer Saison musste die SpVgg wieder aus der Erstklassigkeit absteigen, da sie gegenüber dem RSV Hildesheim den schlechteren Torquotienten aufwies. Beim ersten Wiederaufstiegsversuch im Jahre 1940 scheiterte die Spielvereinigung noch am 1. SC Göttingen 05. Zwei Jahre später hatte der WSV Nebeltruppe Celle die Nase vorn. Erst im dritten Anlauf gelang 1943 der Aufstieg in die Gauliga Südhannover-Braunschweig, der man bis Kriegsende angehörte.
Die Fußballer der Freien Turnerschaft List wirkten im Spielbetrieb des Arbeiter-Turn- und Sportbundes. Den größten Erfolg erreichte die Mannschaft im Jahre 1924, als sie die Meisterschaft des dritten Bezirks im elften Kreis errangen, was ungefähr der Meisterschaft von Hannover entspricht. Das Endspiel um die Kreismeisterschaft wurde jedoch nicht erreicht. Die Freie Turnerschaft List trug seine Heimspiele an der Constantinstraße aus, wo sich heute die Heimat des Hannoverschen SC befindet.

### HSC Hannover
Nach dem Zweiten Weltkrieg ließ sich der Verein an der Constantinstraße nieder, wo der Sportplatz zwischen einem Gasometer und einer Müllkippe lag. Aus dieser Zeit stammt der Ruf des HSC als „Elf vom Gasometer“. Sportlich musste man 1946 Qualifikationsspiele um einen Platz in der Oberliga Niedersachsen-Süd mit dem Lokalrivalen Werder Hannover austragen, welche der HSC verlor. Drei Jahre später gehörte man zu den Gründungsmitgliedern der zweitklassigen Amateuroberliga Niedersachsen-West. Nachdem die Mannschaft im Jahre 1951 in die Oststaffel wechseln musste, folgte in der Saison 1951/52 prompt der Abstieg. Zu dieser Zeit plagten finanzielle Sorgen den Verein. Einer Legende nach floh HSC-Schatzmeister Gerd Lewek mit dem Einnahmen aus einem Freundschaftsspiel gegen Arminia Hannover, um das Geld vor dem Gerichtsvollzieher zu retten. Bereits 1956 wurde der HSC Meister der Amateurliga Hannover und schaffte den Wiederaufstieg in die zweitklassige Amateuroberliga. Über Mittelfeldpositionen bzw. Abstiegskampf kam man dabei nicht hinaus. 
Durch die Ligareform von 1964 wurde die neue Landesliga Niedersachsen verpasst, so dass der HSC in der Verbandsliga Süd weiterspielen musste. Eine vereinsinterne Krise führte 1969 zum Abstieg in die Bezirksliga. Unter der Führung des Trainers Werner Müller gelang 1970 der Wiederaufstieg in die Verbandsliga Süd. Dort wurde die Mannschaft 1971 Vizemeister, nachdem das Entscheidungsspiel gegen die punktgleiche Mannschaft der SpVgg Preußen Hameln vor 5.000 Zuschauern im neutralen Stadthagen mit 0:2 verloren wurde. 1972 klappte es mit der Meisterschaft und der HSC schaffte in der nachfolgenden Aufstiegsrunde den Sprung in die damals drittklassige Landesliga Niedersachsen. Mit Volker Finke stand ein späterer Bundesligatrainer in der HSC-Mannschaft. Im niedersächsischen Oberhaus spielte man gegen den Abstieg, auch weil dem Verein wegen rückläufiger Zuschauerzahlen finanzielle Sorgen plagten. 1974 gelang der Klassenerhalt als Vorletzter nur deshalb, weil wegen der Einführung der Oberliga Nord der Abstieg aus der Landesliga ausgesetzt wurde. 
Drei Jahre lang kämpfte man mit einer jungen Mannschaft um den Klassenerhalt, ehe 1977 der Abstieg folgte. Ein Jahr später wurde der HSC mit nur fünf Punkten und 104 Gegentoren in die Bezirksliga durchgereicht. Als 1981 der Abstieg in die Bezirksklasse drohte wurde ein Förderkreis gegründet, um den Verein wieder nach oben zu bringen. Fünf Jahre später ging es wieder hinauf in die Bezirksoberliga Hannover. 1991 gelang der Aufstieg in die Landesliga West. Über 1100 Zuschauer, darunter Oberbürgermeister und seit seiner Kindheit HSC-Anhänger Herbert Schmalstieg, sahen den entscheidenden 4:1-Sieg über den TSV Stelingen. Drei Jahre später qualifizierte sich die Mannschaft für die Niedersachsenliga West. 1995 gewann der HSC durch einen 4:2-Finalsieg über Werder Hannover den Bezirkspokal. In der Saison 1995/96 hatte der HSC Chancen auf den Oberligaaufstieg, wurde jedoch am Saisonende hinter dem SV Concordia Ihrhove und dem SC Langenhagen Dritter. 
Zwei Jahre später verabschiedete sich die Mannschaft aus der Niedersachsenliga und musste dann im Jahre 2002 in die Bezirksliga absteigen. Im Jahre 2012 verspielte die Mannschaft durch ein 1:1 am letzten Spieltag gegen den TuS Kleefeld die Meisterschaft, so dass nur Platz zwei hinter Damla Genc Hannover heraussprang. Bei der folgenden Aufstiegsrunde kam der HSC im abschließenden Spiel gegen den direkten Konkurrenten FC Stadthagen nicht über ein 2:2 hinaus und Stadthagen stieg aufgrund der besseren Tordifferenz auf. Ein Jahr später stiegen die Hannoveraner als Meister direkt in die Landesliga auf. Im Jahre 2016 sicherte sich der HSC zwei Spieltage vor Schluss den Aufstieg in die Oberliga Niedersachsen, musste aber in der folgenden Saison 2016/17 als Vorletzter direkt wieder absteigen. 2018 gelang dem HSC der direkte Wiederaufstieg in die Oberliga, dem in der folgenden Saison 2018/19 als Meister der Durchmarsch in die Regionalliga Nord folgte.
Die Regionalliga-Saison 2019/20 wurde wegen der COVID-19-Pandemie abgebrochen und der Abstieg ausgesetzt. Davon profitierte der HSC, der zum Zeitpunkt des Abbruchs Tabellenletzter war. Wegen der andauernden Pandemie wurde die folgende Saison 2020/21 zunächst abgebrochen und später annulliert. Erst die Spielzeit 2021/22 konnte wieder sportlich durchgeführt werden und endete mit dem Abstieg des HSC als Tabellenletzter. In der folgenden Oberliga-Saison 2022/23 hatte der HSC Pech. Zwar wurde die Mannschaft Siebtletzter, da aber vier niedersächsische Mannschaften aus der Regionalliga abstiegen und der niedersächsische Vizemeister Lupo Martini Wolfsburg den Aufstieg dorthin verpasste, mussten die Hannoveraner in die Landesliga absteigen. Der direkte Wiederaufstieg wurde nur dank der um zwei Tore besseren Tordifferenz gegenüber dem TSV Wetschen geschafft. In der folgenden Oberliga-Saison 2024/25 gelang der erneute Durchmarsch in die Regionalliga Nord.

### Erfolge
- Meister der Oberliga Niedersachsen: 2019, 2025
- Meister der Landesliga Hannover: 1991, 2016, 2018, 2024
- Meister der Amateurliga Hannover: 1956
- Bezirkspokalsieger Hannover: 1967[3], 1995[4]
- Deutscher Futsal-Meister der A-Junioren: 2023
- Deutscher Futsal-Meister der C-Junioren: 2025

### Statistik
Grün unterlegte Platzierungen kennzeichnen einen Aufstieg, rot unterlegte einen Abstieg. Gelb unterlegte Platzierungen zeigen Teilnahmen an Aufstiegsrunden an, die jedoch nicht zum Aufstieg führten.
| Spielzeit | Liga                      | Level | Platz |
| --------- | ------------------------- | ----- | ----- |
| 1946/47   | Oberliga Nds.-Süd         | I     | 13. 1 |
| 1947/48   | Landesliga Hannover/Heide | II    | 04.   |
| 1948/49   | Landesliga Hannover/Heide | II    | 04.   |
| 1949/50   | Amateuroberliga West      | II    | 13.   |
| 1950/51   | Amateuroberliga West      | II    | 08.   |
| 1951/52   | Amateuroberliga Ost       | II    | 19.   |
| 1952/53   | Amateurliga 3             | III   | 06.   |
| 1953/54   | Amateurliga 3             | III   | 10.   |
| 1954/55   | Amateurliga 3             | III   | 03.   |
| 1955/56   | Amateurliga 3             | III   | 01.   |
| 1956/57   | Amateuroberliga Ost       | II    | 08.   |
| 1957/58   | Amateuroberliga Ost       | II    | 09.   |
| 1958/59   | Amateuroberliga Ost       | II    | 13.   |
| 1959/60   | Amateuroberliga Ost       | II    | 12.   |
| 1960/61   | Amateuroberliga Ost       | II    | 06.   |
| 1961/62   | Amateuroberliga Ost       | II    | 12.   |
| 1962/63   | Amateuroberliga Ost       | II    | 14.   |
| 1963/64   | Amateuroberliga Ost       | III 2 | 11.   |
| 1964/65   | Verbandsliga Süd          | IV    | 04.   |
| 1965/66   | Verbandsliga Süd          | IV    | 06.   |
| 1966/67   | Verbandsliga Süd          | IV    | 03.   |
| 1967/68   | Verbandsliga Süd          | IV    | 13.   |
| 1968/69   | Verbandsliga Süd          | IV    | 15.   |
| 1969/70   | Bezirksliga 3             | V     | 01.   |
| 1970/71   | Verbandsliga Süd          | IV    | 02.   |
| 1971/72   | Verbandsliga Süd          | IV    | 01.   |
| 1972/73   | Landesliga Nds.           | III   | 11.   |

| Spielzeit | Liga                     | Level | Platz |
| --------- | ------------------------ | ----- | ----- |
| 1973/74   | Landesliga Nds.          | III   | 15.   |
| 1974/75   | Landesliga Nds.          | IV 3  | 14.   |
| 1975/76   | Landesliga Nds.          | IV    | 13.   |
| 1976/77   | Landesliga Nds.          | IV    | 14.   |
| 1977/78   | Verbandsliga Süd         | V     | 16.   |
| 1978/79   | Bezirksliga 3            | VI    | 11.   |
| 1979/80   | Bezirksliga Hannover-Süd | VII   | 08.   |
| 1980/81   | Bezirksliga Hannover-Süd | VII   | 10.   |
| 1981/82   | Bezirksliga Hannover-Süd | VII   | 08.   |
| 1982/83   | Bezirksliga Hannover-Süd | VII   | 12.   |
| 1983/84   | Bezirksliga Hannover-Süd | VII   | 07.   |
| 1984/85   | Bezirksliga Hannover-Süd | VII   | 03.   |
| 1985/86   | Bezirksliga Hannover-Süd | VII   | 01.   |
| 1986/87   | Bezirksoberliga Hannover | VI    | 04.   |
| 1987/88   | Bezirksoberliga Hannover | VI    | 09.   |
| 1988/89   | Bezirksoberliga Hannover | VI    | 07.   |
| 1989/90   | Bezirksoberliga Hannover | VI    | 07.   |
| 1990/91   | Bezirksoberliga Hannover | VI    | 01.   |
| 1991/92   | Landesliga West          | V     | 05.   |
| 1992/93   | Landesliga West          | V     | 04.   |
| 1993/94   | Landesliga West          | V     | 03.   |
| 1994/95   | Niedersachsenliga West   | V     | 05.   |
| 1995/96   | Niedersachsenliga West   | V     | 03.   |
| 1996/97   | Niedersachsenliga West   | V     | 09.   |
| 1997/98   | Niedersachsenliga West   | V     | 18.   |
| 1998/99   | Landesliga Hannover      | VI    | 08.   |
| 1999/2000 | Landesliga Hannover      | VI    | 11.   |

| Spielzeit | Liga                   | Level  | Platz |
| --------- | ---------------------- | ------ | ----- |
| 2000/01   | Landesliga Hannover    | VI     | 10.   |
| 2001/02   | Landesliga Hannover    | VI     | 14.   |
| 2002/03   | Bezirksliga Hannover 2 | VII    | 06.   |
| 2003/04   | Bezirksliga Hannover 2 | VII    | 13.   |
| 2004/05   | Bezirksliga Hannover 2 | VII    | 10.   |
| 2005/06   | Bezirksliga Hannover 2 | VII    | 11.   |
| 2006/07   | Bezirksliga Hannover 2 | VII    | 04.   |
| 2007/08   | Bezirksliga Hannover 2 | VII    | 05.   |
| 2008/09   | Bezirksliga Hannover 2 | VIII 4 | 03.   |
| 2009/10   | Bezirksliga Hannover 2 | VIII   | 04.   |
| 2010/11   | Bezirksliga Hannover 2 | VIII   | 02.   |
| 2011/12   | Bezirksliga Hannover 2 | VIII   | 02. 5 |
| 2012/13   | Bezirksliga Hannover 2 | VIII   | 01.   |
| 2013/14   | Landesliga Hannover    | VI     | 10.   |
| 2014/15   | Landesliga Hannover    | VI     | 10.   |
| 2015/16   | Landesliga Hannover    | VI     | 01.   |
| 2016/17   | Oberliga Nds.          | V      | 15.   |
| 2017/18   | Landesliga Hannover    | VI     | 01.   |
| 2018/19   | Oberliga Nds.          | V      | 01.   |
| 2019/20   | Regionalliga Nord      | IV     | 18. 6 |
| 2020/21   | Regionalliga Nord      | IV     | – 7   |
| 2021/22   | Regionalliga Nord      | IV     | 18.   |
| 2022/23   | Oberliga Nds.          | V      | 12.   |
| 2023/24   | Landesliga Hannover    | VI     | 01.   |
| 2024/25   | Oberliga Nds.          | V      | 01.   |

### Stadion
Der HSC Hannover trägt seine Heimspiele seit 1953 im HSC-Stadion an der Constantinstraße aus. Im Juli 2019 erwarb die Volkswagen Automobile Hannover & Region die Namensrechte am Stadion, dessen Name daraufhin in VW Podbi Sportpark geändert wurde. Die Partnerschaft mit VW wurde im Zuge der COVID-19-Pandemie nicht verlängert, so dass das Stadion ab Juni 2021 unter HSC-Stadion geführt wird. Das reine Fußballstadion bietet Platz für 3000 Zuschauer und verfügt über eine kleine überdachte Tribüne. Gespielt wird auf Naturrasen. Das Gelände liegt südlich des Mittellandkanals und lag einst zwischen einem Gasometer und einer Müllkippe. Beide Bauwerke wurden zwischenzeitlich abgerissen bzw. überbaut. Das Stadion wurde vom Stammverein Freie Turnerschaft List eingebracht. Neben dem Stadion gibt es noch zwei weitere Rasenplätze, einen Kunstrasenplatz mit Flutlicht, ein Minispielfeld sowie eine Beachsocceranlage.

## Frauenfußball

### Geschichte
Die erste Frauenmannschaft schaffte im Jahre 2004 den Aufstieg in die Landesliga Hannover. Nach einer Vizemeisterschaft im Jahre 2007 hinter dem TuS Sulingen gelang ein Jahr später der Aufstieg in die Niedersachsenliga Ost. In der Spielzeit 2009/10 wurde mit Rang fünf die beste Platzierung in der vierthöchsten Spielklasse erreicht. Zwei Jahre später mussten die HSC-Frauen den Abstieg in die Landesliga Hannover hinnehmen. In der folgenden Saison 2012/13 folgte der direkte Wiederaufstieg in die Oberliga Niedersachsen-Ost, wo die Mannschaft im Jahre 2015 erneut Fünfter wurde.
Im Jahre 2017 ging es wieder runter in die Landesliga Hannover, wo die HSC-Frauen ein Jahr später Vizemeister hinter Hannover 96 wurden. 2019 gelang dann der dritte Aufstieg in die Oberliga Niedersachsen sowie der Sieg im Bezirkspokal durch einen 5:0-Endspielsieg gegen den SC Hemmingen-Westerfeld. Zwar wurden die HSC-Frauen erneut Letzter, jedoch wurde der Abstieg wegen der COVID-19-Pandemie ausgesetzt.

### Erfolge
- Meister der Landesliga Hannover: 2008, 2013, 2019
- Bezirkspokalsieger Hannover: 2013, 2019

## Handball
Die Heimspiele der HSC-Handballer werden in der Sporthalle Sahlkamp und der Sporthalle des Kaiser-Wilhelm- und Ratsgymnasium Hannover ausgetragen.

### Frauen
Die Handballerinnen spielten in der viertklassigen Oberliga Niedersachsen. 2018 wurden sie dort Vizemeister hinter Eintracht Hildesheim. Ein Jahr später sicherte sich die Mannschaft die Meisterschaft und stieg in die 3. Liga auf. Die Saison 2019/20 wurde wegen der COVID-19-Pandemie abgebrochen und der Abstieg ausgesetzt. Zum Zeitpunkt des Abbruchs standen die HSC-Frauen auf dem letzten Tabellenplatz. In der Saison 2021/22 stieg die Mannschaft aus der 3. Liga ab. Ein Jahr später gewann die Frauenmannschaft verlustpunktfrei die Oberligameisterschaft und kehrte in die 3. Liga zurück. Doch bereits in der folgenden Saison 2023/24 stiegen die HSC-Frauen erneut aus der 3. Liga ab.
Viermal nahm die Mannschaft am DHB-Pokal der Frauen teil. In den Spielzeiten 2012/13, 2014/15, 2017/18 und 2018/19 scheiterte die Mannschaft jeweils in der ersten Runde.

### Männer
Die erfolgreichste Zeit der HSC-Handballer waren die 1990er Jahre. Im Jahre 1991 stieg die Mannschaft in die Oberliga Niedersachsen auf. Drei Jahre später erreichten die HSC-Männer mit Rang drei ihren sportlichen Zenit. Allerdings konnte die Mannschaft nicht mehr an diesen Erfolg anknüpfen und stieg 1999 aus der Oberliga ab. Die Männermannschaft tritt in der Saison 2021/22 in der Landesliga Hannover an. Ein Höhepunkt der Abteilung war ein Freundschaftsspiel gegen die mexikanische Nationalmannschaft im Jahre 1993.

## Persönlichkeiten
- Rainer Behrends (* 1951), war Zweitligaspieler beim VfL Wolfsburg und dem SV Arminia Hannover
- Keanu Brandt (* 2004), wurde Drittligaspieler bei Hannover 96 II
- André Breitenreiter (* 1973), wurde Bundesligaspieler bei Hamburger SV, VfL Wolfsburg und der SpVgg Unterhaching
- Maximilian Busch (* 1988), wurde Trainer des Frauenhandball-Bundesligisten HC Rödertal
- Husseyn Chakroun (* 2004), wurde libanesischer Nationalspieler
- Deniz Cicek (* 1992), wurde Drittligaspieler beim TSV Havelse
- Mohamed Darwish (* 1997), wurde palästinensischer Fußballnationalspieler
- Alexander Dlugaiczyk (* 1983), wurde Drittligaspieler beim TSV Havelse
- Norbert Dölitzsch (* 1955), wurde Zweitligaspieler beim TuS Schloß Neuhaus
- Volker Finke (* 1948), wurde Bundesligatrainer beim SC Freiburg
- Martin Giesel (* 1962), war Bundesligaspieler bei Hannover 96
- Erik Henschel (* 1996), wurde Drittligaspieler beim Halleschen FC und beim TSV Havelse
- Stina Johannes (* 2000), wurde deutsche Nationalspielerin
- Mia Lakenmacher (* 2002), wurde Handball-Bundesligaspielerin beim Buxtehuder SV
- Werner Müller (1926–2012), wurde 1954 mit Hannover 96 deutscher Meister
- Saliou Sané (* 1992), wurde Zweitligaspieler beim SC Paderborn 07, Holstein Kiel, Karlsruher SC und Würzburger Kickers
- Dieter Schatzschneider (* 1958), wurde Bundesligaspieler bei Hamburger SV
- Michael Scheike (* 1963), war Bundesligaspieler bei Eintracht Braunschweig
- Marco Schleef (* 1999), wurde Drittligaspieler beim TSV Havelse
- Robert Schröder (* 1985), Bundesliga-Schiedsrichter ab 2018
- Jürgen Stoffregen (* 1957), war Zweitligaspieler bei Hannover 96
- Niko Vukančić (* 2002), wurde Zweitligaspieler bei Fortuna Düsseldorf
- Toni Zlatkov (* 1966), war Zweitligaspieler bei Hannover 96